# Rešica
Rešica – wieś (obec) na Słowacji położona w kraju koszyckim, w powiecie Koszyce-okolice. Pierwsze wzmianki o miejscowości pochodzą z roku 1319. 
Według danych z dnia 31 grudnia 2012, wieś zamieszkiwało 338 osób, w tym 167 kobiet i 171 mężczyzn.
W 2001 roku pod względem narodowości i przynależności etnicznej 9,28% mieszkańców stanowili Słowacy, a 90,45% Węgrzy.
Ze względu na wyznawaną religię w 2001 roku84,08% mieszkańców było katolikami rzymskimi, a 1,33% grekokatolikami.